# Olympische Sommerspiele 1956/Leichtathletik – 400 m (Männer)

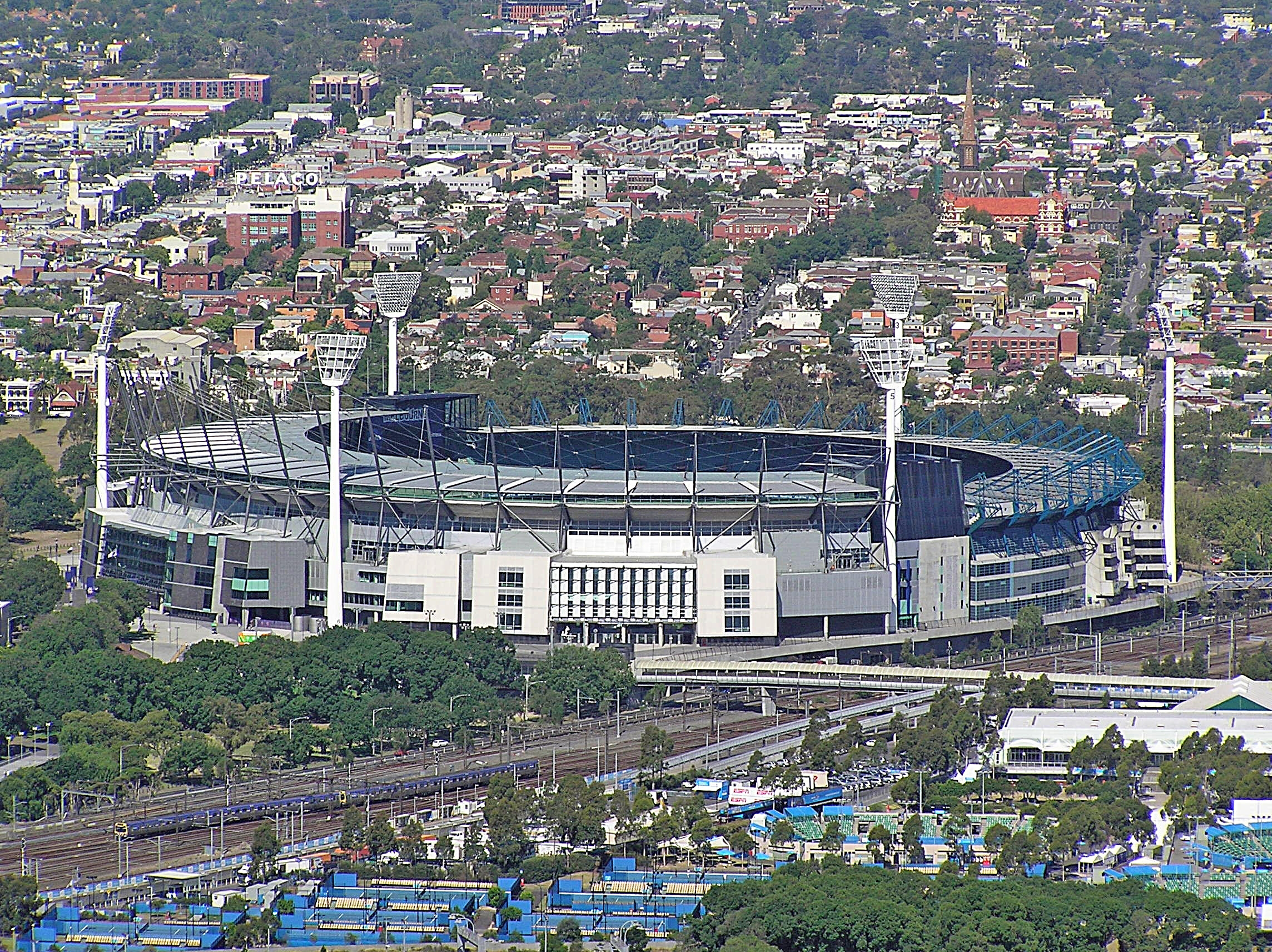
Melbourne Cricket Ground, Olympiastadion (hier im Jahr 2008)

Der 400-Meter-Lauf der Männer bei den Olympischen Spielen 1956 in Melbourne wurde am 28. und 29. November 1956 im Melbourne Cricket Ground ausgetragen. 42 Athleten nahmen teil.
Olympiasieger wurde der US-Amerikaner Charles Jenkins. Er gewann vor dem Deutschen Karl-Friedrich Haas. In diesem Finale gab es zwei Bronzemedaillen, sie gingen an den Finnen Voitto Hellsten und Ardalion Ignatjew aus der Sowjetunion.
Zwei weitere deutsche Athleten gingen an den Start. Während Horst Mann seinen Vorlauf nicht beenden konnte, qualifizierte sich Jürgen Kühl für das Viertelfinale, schied dort aber als Fünfter aus. Schweizer und österreichische Athleten nahmen nicht teil.

## Bestehende Rekorde
| Weltrekord         | 45,2 s | Lou Jones ( USA)         | Los Angeles, USA             | 30. Juni 1956 |
| Olympischer Rekord | 45,9 s | George Rhoden ( Jamaika) | Finale OS Helsinki, Finnland | 25. Juli 1952 |
| Olympischer Rekord | 45,9 s | Herb McKenley ( Jamaika) | Finale OS Helsinki, Finnland | 25. Juli 1952 |

Der bestehende olympische Rekord wurde hier vor allem auch aufgrund der widrigen Witterungsbedingungen nicht erreicht.

## Durchführung des Wettbewerbs
42 Athleten traten am 28. November zu acht Vorläufen an. Die jeweils drei Laufbesten – hellblau unterlegt – qualifizierten sich für das Viertelfinale am selben Tag. Hier erreichten wiederum die jeweils besten drei Starter – ebenfalls hellblau unterlegt –  das Halbfinale. Die beiden Vorentscheidungen und das Finale wurden am 29. November durchgeführt. Auch in den Halbfinals qualifizierten sich die jeweils ersten Drei – hellblau unterlegt –  für das Finale.

## Zeitplan
28. November, 15.00 Uhr: Vorläufe

28. November, 17.35 Uhr: Vorläufe

29. November, 15.00 Uhr: Halbfinale

29. November, 17.30 Uhr: Finale
Anmerkung: Alle Zeiten sind als Ortszeit von Melbourne angegeben. (UTC + 10)

## Vorläufe
Datum: 28. November 1956, ab 15.00 Uhr

### Vorlauf 1
| Platz | Name                 | Nation              | Offizielle Zeit handgestoppt | Inoffizielle Zeit elektronisch |
| ----- | -------------------- | ------------------- | ---------------------------- | ------------------------------ |
| 1     | Lou Jones            | USA                 | 48,1 s                       | 48,30 s                        |
| 2     | Murray Cockburn      | Kanada              | 49,0 s                       | 49,07 s                        |
| 3     | Abdullah Khan        | Pakistan            | 49,0 s                       | 49,19 s                        |
| 4     | Konstantin Gratschew | Sowjetunion         | 49,4 s                       | 49,58 s                        |
| 5     | Bejene Legesse       | Äthiopien           | 50,7 s                       | 50,83 s                        |
| DSQ   | Kenji Akagi          | Japan               |                              |                                |
| DNS   | Mike Agostini        | Trinidad und Tobago |                              |                                |

### Vorlauf 2
| Platz | Name            | Nation      | Offizielle Zeit handgestoppt | Inoffizielle Zeit elektronisch |
| ----- | --------------- | ----------- | ---------------------------- | ------------------------------ |
| 1     | Terry Tobacco   | Kanada      | 47,9 s                       | 47,92 s                        |
| 2     | Jacques Degats  | Frankreich  | 48,3 s                       | 48,32 s                        |
| 3     | Jim Lea         | USA         | 48,3 s                       | 48,41 s                        |
| 4     | Bartonjo Rotich | Kenia       | 48,8 s                       | 48,90 s                        |
| 5     | Jaime Aparicio  | Kolumbien   | 49,0 s                       | 49,14s                         |
| 6     | Pablo Somblingo | Philippinen | 49,4 s                       | 49,50s                         |
| 7     | Kenneth Perera  | Malaya      | k. A.                        | 51,96 s                        |

### Vorlauf 3
| Platz | Name             | Nation                | Offizielle Zeit handgestoppt | Inoffizielle Zeit elektronisch |
| ----- | ---------------- | --------------------- | ---------------------------- | ------------------------------ |
| 1     | Malcolm Spence   | Südafrikanische Union | 47,7 s                       | 47,77 s                        |
| 2     | Jürgen Kühl      | Deutschland           | 48,7 s                       | 48,74 s                        |
| 3     | Charles Jenkins  | USA                   | 48,7 s                       | 48,82 s                        |
| 4     | Abebe Hailou     | Äthiopien             | 49,0 s                       | 49,18 s                        |
| 5     | Abdul Amu        | Nigeria               | 49,4 s                       | 49,57 s                        |
| DNS   | Joseph Narmah    | Liberia               |                              |                                |
| DNS   | Jaroslav Jirásek | Tschechoslowakei      |                              |                                |

### Vorlauf 4
| Platz | Name              | Nation              | Offizielle Zeit handgestoppt | Inoffizielle Zeit elektronisch |
| ----- | ----------------- | ------------------- | ---------------------------- | ------------------------------ |
| 1     | Voitto Hellsten   | Finnland            | 48,4 s                       | 48,52 s                        |
| 2     | Michael Wheeler   | Großbritannien      | 49,3 s                       | 49,37 s                        |
| 3     | Kibet Boit        | Kenia               | 49,3 s                       | 49,48 s                        |
| 4     | Laird Sloan       | Kanada              | 50,0 s                       | 50,18 s                        |
| 5     | Somsakdi Tongaram | Thailand            | 53,4 s                       | 53,61 s                        |
| DNS   | Alfonso Muñoz     | Kolumbien           |                              |                                |
| DNS   | Joe Goddard       | Trinidad und Tobago |                              |                                |

### Vorlauf 5

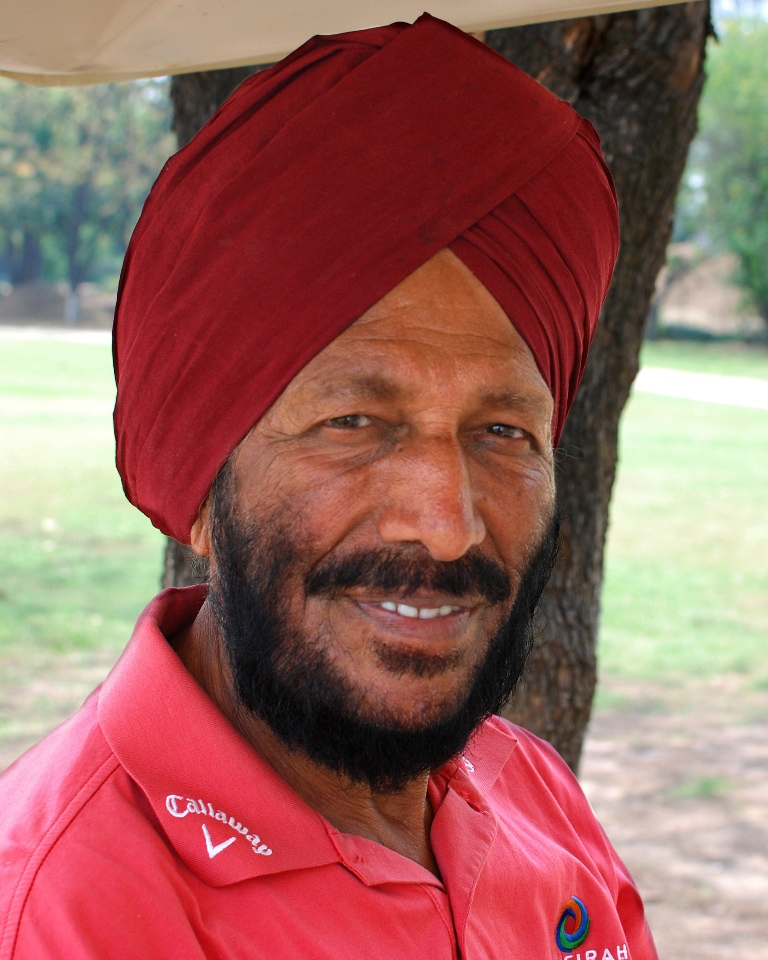
Milkha Singh – ausgeschieden als Vierter des fünften Vorlaufs

| Platz | Name                       | Nation         | Offizielle Zeit handgestoppt | Inoffizielle Zeit elektronisch |
| ----- | -------------------------- | -------------- | ---------------------------- | ------------------------------ |
| 1     | Karl-Friedrich Haas        | Deutschland    | 47,2 s                       | 47,29 s                        |
| 2     | Graham Gipson              | Australien     | 47,7 s                       | 47,87 s                        |
| 3     | John Salisbury             | Großbritannien | 47,7 s                       | 47,95 s                        |
| 4     | Milkha Singh               | Indien         | 48,9 s                       | 49,07 s                        |
| DNS   | Ruben Guevara              | Kolumbien      |                              |                                |
| DNS   | Juri Baschlikow            | Sowjetunion    |                              |                                |
| DNS   | Hari Chandra Manikavasagam | Malaya         |                              |                                |

### Vorlauf 6
| Platz | Name              | Nation           | Offizielle Zeit handgestoppt | Inoffizielle Zeit elektronisch |
| ----- | ----------------- | ---------------- | ---------------------------- | ------------------------------ |
| 1     | Ardalion Ignatjew | Sowjetunion      | 48,6 s                       | 48,69 s                        |
| 2     | George Kerr       | Jamaika          | 49,7 s                       | 49,74 s                        |
| 3     | Pierre Haarhoff   | Frankreich       | 49,8 s                       | 49,99 s                        |
| 4     | Kamau Wanyoke     | Kenia            | 50,6 s                       | 50,74 s                        |
| DNS   | Ilie Savel        | Rumänien         |                              |                                |
| DNS   | René Weber        | Schweiz          |                              |                                |
| DNS   | Václav Janeček    | Tschechoslowakei |                              |                                |

### Vorlauf 7
| Platz | Name                  | Nation           | Offizielle Zeit handgestoppt | Inoffizielle Zeit elektronisch |
| ----- | --------------------- | ---------------- | ---------------------------- | ------------------------------ |
| 1     | Kevan Gosper          | Australien       | 48,0 s                       | 48,07 s                        |
| 2     | Malcolm Spence        | Jamaika          | 48,2 s                       | 48,31 s                        |
| 3     | Iván Rodríguez        | Puerto Rico      | 48,8 s                       | 48,86 s                        |
| 4     | Gérard Rasquín        | Luxemburg        | 50,6 s                       | 50,76 s                        |
| 5     | Abdul Rahim bin Ahmed | Malaya           | 50,8 s                       | 50,93 s                        |
| 6     | George Johnson        | Liberia          | 54,8 s                       | k. A.                          |
| DNS   | Josef Trousil         | Tschechoslowakei |                              |                                |

### Vorlauf 8

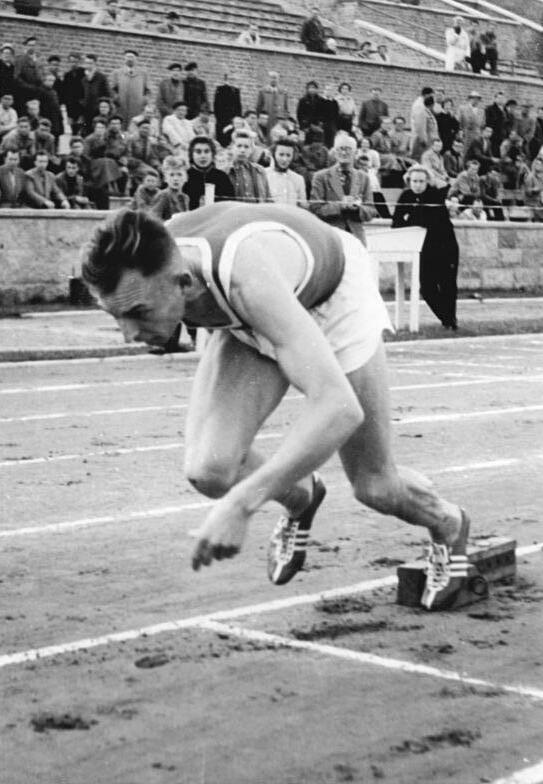
Horst Mann gab sein Rennen im achten Vorlauf auf

| Platz | Name                     | Nation              | Offizielle Zeit handgestoppt | Inoffizielle Zeit elektronisch |
| ----- | ------------------------ | ------------------- | ---------------------------- | ------------------------------ |
| 1     | Peter Higgins            | Großbritannien      | 47,9 s                       | 47,98 s                        |
| 2     | Melville Spence          | Jamaika             | 47,9 s                       | 48,00 s                        |
| 3     | Jean-Paul Martin du Gard | Frankreich          | 48,3 s                       | 48,39 s                        |
| 4     | John Goodman             | Australien          | 48,5 s                       | 48,73 s                        |
| 5     | Ajanew Bayene            | Äthiopien           | 51,3 s                       | 51,53 s                        |
| DNF   | Horst Mann               | Deutschland         |                              |                                |
| DNS   | Edmund Turton            | Trinidad und Tobago |                              |                                |

## Viertelfinale
Datum: 28. November 1956, ab 17.35 Uhr

### Lauf 1

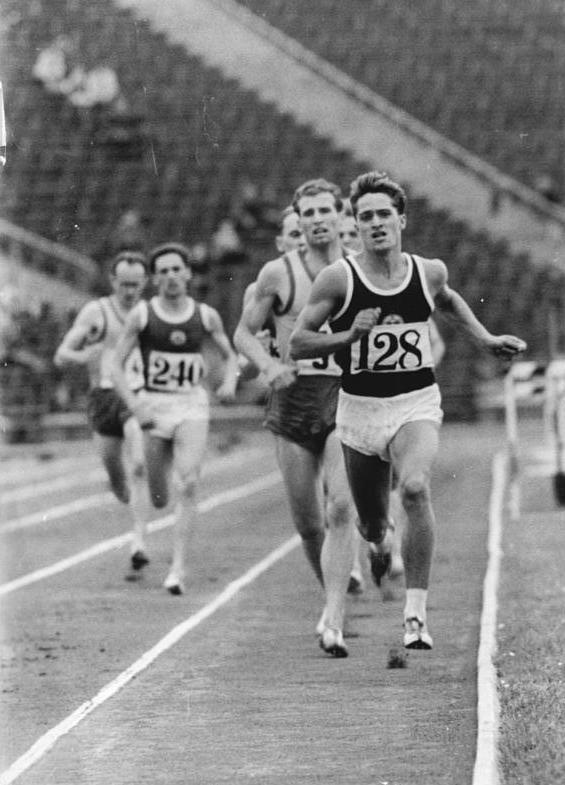
Jürgen Kühl (hier mit Nr. 128 bei den DDR-Meisterschaften 1960) schied als Fünfter des ersten Viertelfinals aus

| Platz | Name           | Nation         | Offizielle Zeit handgestoppt | Inoffizielle Zeit elektronisch |
| ----- | -------------- | -------------- | ---------------------------- | ------------------------------ |
| 1     | Lou Jones      | USA            | 47,4 s                       | 47,42 s                        |
| 2     | John Salisbury | Großbritannien | 47,4 s                       | 47,60 s                        |
| 3     | Iván Rodríguez | Puerto Rico    | 47,5 s                       | 47,64 s                        |
| 4     | Terry Tobacco  | Kanada         | 47,7 s                       | 47,79 s                        |
| 5     | Jürgen Kühl    | Deutschland    | 48,0 s                       | 48,23 s                        |
| DNS   | Abdullah Khan  | Pakistan       |                              |                                |

### Lauf 2

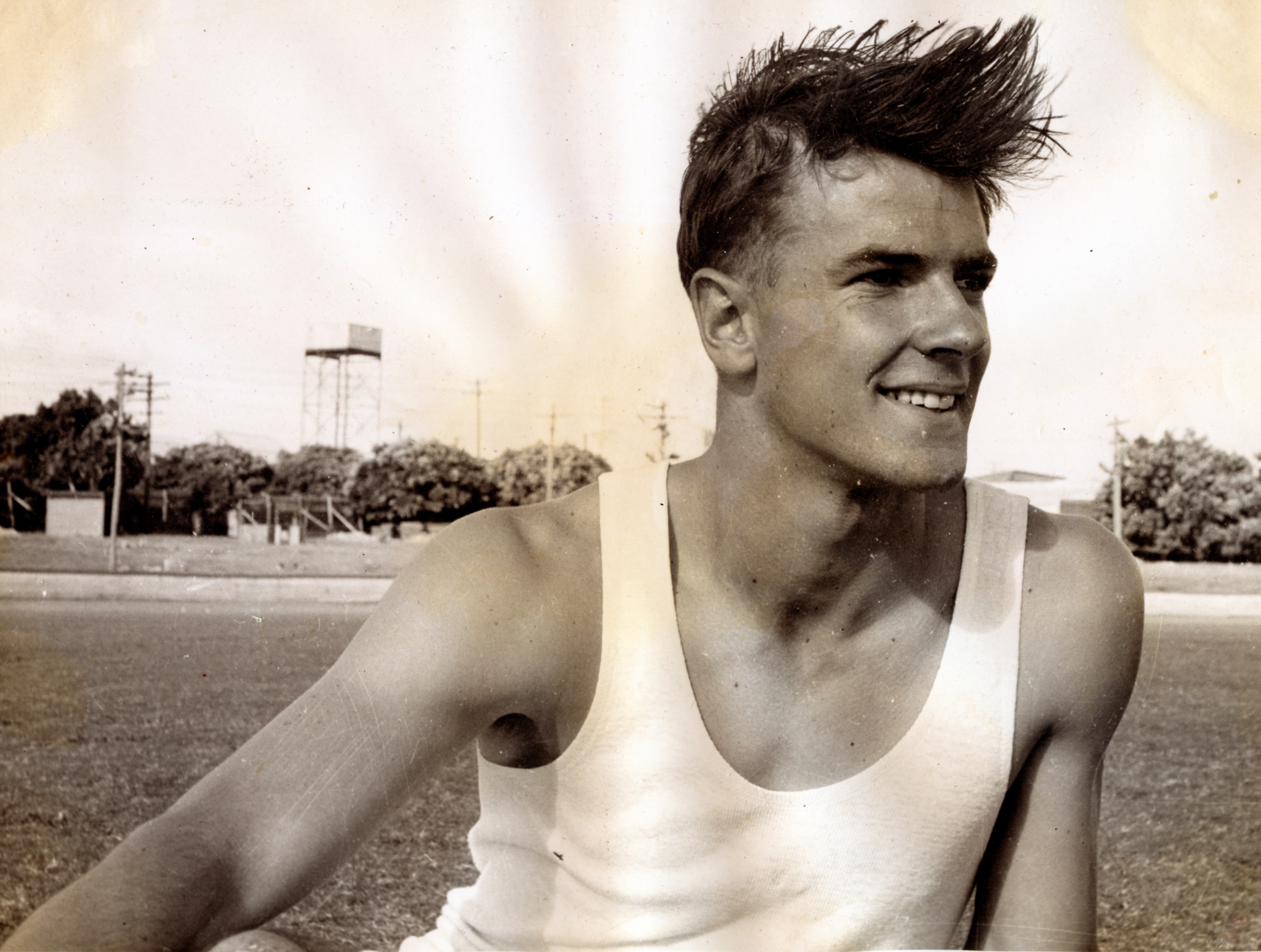
Kevan Gosper – ausgeschieden als Fünfter des zweiten Halbfinals

| Platz | Name              | Nation         | Offizielle Zeit handgestoppt | Inoffizielle Zeit elektronisch |
| ----- | ----------------- | -------------- | ---------------------------- | ------------------------------ |
| 1     | Ardalion Ignatjew | Sowjetunion    | 46,8 s                       | 46,88 s                        |
| 2     | Malcolm Spence    | Jamaika        | 47,4 s                       | 47,42 s                        |
| 3     | Peter Higgins     | Großbritannien | 47,4 s                       | 47,43 s                        |
| 4     | Graham Gipson     | Australien     | 47,4 s                       | 47,45 s                        |
| 5     | Jacques Degats    | Frankreich     | 48,7 s                       | 48,79 s                        |
| 6     | Murray Cockburn   | Kanada         | 49,5 s                       | 49,74 s                        |

### Lauf 3
| Platz | Name            | Nation                | Offizielle Zeit handgestoppt | Inoffizielle Zeit elektronisch |
| ----- | --------------- | --------------------- | ---------------------------- | ------------------------------ |
| 1     | Voitto Hellsten | Finnland              | 46,8 s                       | 46,85 s                        |
| 2     | Malcolm Spence  | Südafrikanische Union | 47,1 s                       | 47,08 s                        |
| 3     | Melville Spence | Jamaika               | 47,3 s                       | 47,38 s                        |
| 4     | Pierre Haarhoff | Frankreich            | 47,6 s                       | 47,82 s                        |
| 5     | Jim Lea         | USA                   | 48,1 s                       | 48,33 s                        |
| 6     | Kibet Boit      | Kenia                 | 49,1 s                       | 49,18 s                        |

### Lauf 4
| Platz | Name                     | Nation         | Offizielle Zeit handgestoppt | Inoffizielle Zeit elektronisch |
| ----- | ------------------------ | -------------- | ---------------------------- | ------------------------------ |
| 1     | Kevan Gosper             | Australien     | 46,7 s                       | 46,83 s                        |
| 2     | Karl-Friedrich Haas      | Deutschland    | 47,3 s                       | 47,73 s                        |
| 3     | Charles Jenkins          | USA            | 47,5 s                       | 47,63 s                        |
| 4     | George Kerr              | Jamaika        | 47,7 s                       | 47,79 s                        |
| 5     | Michael Wheeler          | Großbritannien | 47,9 s                       | 48,05 s                        |
| 6     | Jean-Paul Martin du Gard | Frankreich     | 48,2 s                       | 48,37 s                        |

## Halbfinale
Datum: 29. November 1956, ab 15:00 Uhr

### Lauf 1
| Platz | Name              | Nation                | Offizielle Zeit handgestoppt | Inoffizielle Zeit elektronisch |
| ----- | ----------------- | --------------------- | ---------------------------- | ------------------------------ |
| 1     | Ardalion Ignatjew | Sowjetunion           | 46,8 s                       | 46,93 s                        |
| 2     | Malcolm Spence    | Südafrikanische Union | 47,2 s                       | 47,27 s                        |
| 3     | Lou Jones         | USA                   | 47,3 s                       | 47,32 s                        |
| 4     | Melville Spence   | Jamaika               | 47,5 s                       | 47,58 s                        |
| 5     | Peter Higgins     | Großbritannien        | 47,7 s                       | 47,65 s                        |
| 6     | Iván Rodríguez    | Puerto Rico           | 47,7 s                       | 47,86 s                        |

### Lauf 2
| Platz | Name                | Nation         | Offizielle Zeit handgestoppt | Inoffizielle Zeit elektronisch |
| ----- | ------------------- | -------------- | ---------------------------- | ------------------------------ |
| 1     | Charles Jenkins     | USA            | 46,1 s                       | 46,19 s                        |
| 2     | Voitto Hellsten     | Finnland       | 46,1 s                       | 46,20 s                        |
| 3     | Karl-Friedrich Haas | Deutschland    | 46,2 s                       | 46,29 s                        |
| 4     | Kevan Gosper        | Australien     | 46,2 s                       | 46,45 s                        |
| 5     | John Salisbury      | Großbritannien | 47,3 s                       | 47,47 s                        |
| 6     | Malcolm Spence      | Jamaika        | 47,4 s                       | 47,52 s                        |

## Finale
Datum: 29. November 1956, 17:30 Uhr
| Platz | Name                | Nation                | Offizielle Zeit handgestoppt | Inoffizielle Zeit elektronisch |
| ----- | ------------------- | --------------------- | ---------------------------- | ------------------------------ |
| 1     | Charles Jenkins     | USA                   | 46,7 s                       | 46,86 s                        |
| 2     | Karl-Friedrich Haas | Deutschland           | 46,8 s                       | 47,12 s                        |
| 3     | Voitto Hellsten     | Finnland              | 47,0 s                       | 47,15 s                        |
| 3     | Ardalion Ignatjew   | Sowjetunion           | 47,0 s                       | 47,15 s                        |
| 5     | Lou Jones           | USA                   | 48,1 s                       | 48,35 s                        |
| 6     | Malcolm Spence      | Südafrikanische Union | 48,3 s                       | 48,40 s                        |

Als Favorit galt der Gewinner der US-Olympiaausscheidungen, Louis Jones. Hoch eingeschätzt wurden auch Jones’ Teamkamerad Charles Jenkins und der sowjetische Europameister Ardalion Ignatjew.
Im Finale herrschten nicht gerade leistungsfördernde Bedingungen. Die Temperaturen lagen bei etwas über 10° Celsius, auf der Zielgeraden blies den Läufern ein scharfer Wind entgegen. Jones, auf der Außenbahn laufend, legte sofort ein hohes weltrekordreifes Tempo vor. Bei 200 Metern gab es folgenden Stand: 1. Jones 21,8 s / 2. Ignatiew und Mal Spence je 22,0 s / 4. Jenkins 22,2 s / 5. Voitto Hellsten 22,3 s / 6. Karl-Friedrich Haas 22,7 s. In der Kurve rückte Ignatjew nah an Jones heran, Jenkins hatte den nachlassenden Spence überholt, Haas lag mit unverändertem Rückstand weiterhin am Ende des Feldes.
Mit dem Gegenwind auf der Zielgeraden änderte sich alles. Jenkins zog an Jones vorbei, der seinem zu hohen Anfangstempo nun Tribut zollen musste. Von ganz hinten stürmte Haas heran und sicherte sich die Silbermedaille. Mit Ignatiew und Hellsten kämpfte ein Duo um Platz drei. Beide kamen zeitgleich ins Ziel und auch auf der Zielfotografie war keine Differenz zu erkennen. So erhielten beide Läufer die Bronzemedaille.
Dass die Zeiten des Finales nicht gerade auf einem Topniveau lagen, erklärt sich durch die schwierigen Rahmenbedingungen sowie die Tatsache, dass Vorentscheidung und Finale am selben Tag stattfanden. Ab den Spielen von 1960 wurde der Endlauf am Tag nach den Halbfinals durchgeführt.
Charles Jenkins gewann im dreizehnten olympischen Finale die achte Goldmedaille für die USA.

Voitto Hellsten und Ardalion Ignatjew errangen die jeweils erste Medaille für ihre Länder in dieser Disziplin.

## Videolinks
- Melbourne 1956| CHARLES JENKINS | 400m | Athletics | Olympic Summer Games, youtube.com, abgerufen am 13. August 2021
- 1956 Olympialaiset 400m Finaali, youtube.com, abgerufen am 1. Oktober 2017
- Melbourne 1956 Official Olympic Film - Part 4 | Olympic History, Bereich: 15:02 min bis 16:46 min, youtube.com, abgerufen am 13. August 2021